# György Tumpek
György Tumpek (Budapest, 27 de enero de 1929-Ibidem., 21 de diciembre de 2022) fue un nadador especializado en pruebas de estilo mariposa, donde consiguió ser medallista de bronce olímpico en 1956 en los 200 metros.

## Carrera deportiva
En los Juegos Olímpicos de Melbourne 1956 ganó la medalla de bronce en los 200 metros estilo mariposa, con un tiempo de 2:23.9 segundos, tras el estadounidense William Yorzyk y el japonés Takashi Ishimoto (plata con 2:23.8 segundos).
Y en el campeonato europeo de Turín de 1954 ganó la medalla de oro en la misma prueba.